# Barbara Carrera
Barbara Kingsbury (San Carlos, Nicaragua, 31 de desembre de 1944), més coneguda amb el nom artístic de Barbara Carrera, és una actriu estatunidenca. Ha actuat a L'illa del Dr. Moreau i Mai diguis mai més, pel·lícula fora de sèrie de la saga de James Bond.

## Biografia
És filla d'una ciutadana nicaraguenca i d'un funcionari americà de l'ambaixada dels Estats Units a Managua. S'ha casat tres vegades: amb l'actor Uwe Barden, amb el baró Otto von Hoffman, i amb Nicholas Mavroleon, un armador grec.
Va començar la seva carrera com a model quan tenia 17 anys per a l'agència Eileen Ford. A continuació, va fer publicitat a la televisió. Va aparèixer per la primera vegada en un anunci dels plàtans Chiquita. Puzzle of a Downfall Child (1970), dirigida pel gran fotògraf Jerry Schatzberg amb la seva companya Faye Dunaway com a protagonista, marca el començament de la seva carrera d'actriu de cinema. A continuació va interpretar el principal paper femení de dues pel·lícules de ciència-ficció, davant de Rock Hudson a Embryo i Burt Lancaster a L'illa del Dr. Moreau. A continuació, va provar el western a la sèrie de televisió Centennial, juntament amb Robert Conrad i Richard Chamberlain.
És una de les escasses protagonistes llatines dels anys 1980 (amb la brasilera Sonia Braga i Ana Alicia de Falcon Crest). La seva classe, el seu misteri seductor, la seva bellesa distant li impedeixen accedir als papers habitualment atorgats a les actrius sud-americanes. Exòtica i atípica, s'alegra amb un personatge superficial en El dia del final del món, eclipsada per Paul Newman i Jacqueline Bisset, però s'imposa en la sèrie B (Condorman, Tindré la teva pell) i al costat del prestigiós Peter O'Toole en la telesèrie històrica Masada.
El seu personatge en la seva pel·lícula més cèlebre, el James Bond Mai diguis mai més, que marcava el retorn de Sean Connery amb el seu paper mític, sembla una caricatura; la seva mort deixa l'heroi en els braços de l'altra dona, la rosa Kim Basinger.
Després de Sean Connery, és un altre quinquagenari qui s'afanya a seduir-la en la persona de Richard Burton a Wild Geese 2, però la mort d'aquest últim just abans del rodatge arrossega la pel·lícula cap a una catàstrofe artística i comercial, única en els annals del cinema. Això és, sens dubte, el que la conduirà de manera una mica prematura cap a la televisió.
Arriba Dallas, que li suposa la seva més gran cobertura mediàtica. Però el desenllaç ridícul d'aquesta temporada (que veia el triomf de les dones i la caiguda de les audiències, "esborrada" pel somni de Pamela i la resurrecció de Bobby) trenca aquest estat de gràcia. En el cinema, Carrera està abonada a comèdies que passen desapercebudes.
Si La meva sogra és una bruixa (1989) amb Bette Davis li suposa publicitat (la premsa parla també de l'adaptació de La favorita de Michel de Grècia), els seus papers següents la marginen, i després d'algunes aparicions en la televisió (JAG, That '70s Show), la bella Barbara sembla retirar-se de les pantalles.

## Filmografia
Filmografia:
- 1970: Puzzle of a Downfall Child de Jerry Schatzberg: T. J. Brady
- 1975: The Master Gunfighter de Frank Laughlin: Eula
- 1976: Embryo de Ralph Nelson: Victoria
- 1977: L'illa del Dr. Moreau (The Island of Dr. Moreau) de Don Taylor: Maria
- 1978: Centennial (sèrie TV): Corbeille d'Argila
- 1980: When Time Ran Out… de James Goldstone: Iolani
- 1981: Condorman de Charles Jarrott: Natalia
- 1981: Masada de Boris Sagal (sèrie TV): Sheva
- 1982: I, the Jury de Richard T. Heffron: Dra. Charlotte Bennett
- 1982: Matt Houston (sèrie TV, temporada 1 episodi 1): Serena Gambacci
- 1983: McQuade, el llop solitari (Lone Wolf McQuade) de Steve Carver: Lola Richardson
- 1983: Mai diguis mai més (Never Say Never Again) d'Irvin Kershner: Fatima Blush
- 1984: Sins of the Past de Peter H. Hunt: Terry Halloran
- 1984: Wild Geese II de Peter R. Hunt: Kathy Lukas
- 1985-1986: Dallas (sèrie TV, temporada 9, episodis 7 a 31): Angelica Nero
- 1987: The Underachievers de Jackie Kong: Katherine
- 1987: Love at Stake de John Moffit: Faith Stewart
- 1988: Emma: Queen of the South Seas (sèrie TV): Emma Coe
- 1989: La meva mare és una bruixa (Wicked Stepmother) de Larry Cohen: Priscilla
- 1989: Loverboy de Joan Micklin Silver: Alex Barnett
- 1992: Lakota Moon de Christopher Cain (telefilm): Still Water
- 1996: Love Is All There Is de Joseph Bologna i Renée Taylor: Maria Malacici
- 1993: Point of Impacte de Bob Misiorowski: Eva Largo
- 1995: Russian Roulette - Moscow 95 de Menahem Golan
- 1996: The Rockford Files: Godfather Knows Best de Tony Wharmby (telefilm): Elizabetta Fama
- 1998: JAG (sèrie TV, temporada 4, episodi 4): Marcella Paretti
- 1999: Alec to the Rescue de Derrick Louw: La Sra. Wong
- 2000: That '70s Show (sèrie TV, temporada 2, episodi 16): Barbara
- 2004: Paradise de Roger Steinmann: Katherine
- 2004: Judging Amy (sèrie TV, temporada 5, episodis 16 i 22): Francesca Messina

## Premis i nominacions
Nominacions
- 1984: Globus d'Or a la millor actriu secundària per Mai diguis mai més